# I'll Stand By You (preluare de Carrie Underwood)
Versiunea lui Carrie Underwood după șlagărul formației The Pretenders „I'll Stand By You” a fost lansată la începutul anului 2007. Piesa a fost lansată ca disc promoțional pe data de 24 aprilie 2007. Cântecul a obținut clasări de top 10 atât în Canada, cât și în Statele Unite ale Americii. Discul a obținut și locul 2 în clasamentul Billboard Hot Digital Songs.

## Clasamente
| Clasament                                  | Poziția maximă | Referință |
| ------------------------------------------ | -------------- | --------- |
| Canadian Hot 100                           | 10             | [ 1 ]     |
| Canadian Hot Digital Songs                 | 3              | [ 4 ]     |
| Billboard Hot Country Songs                | 41             | [ 5 ]     |
| Billboard Hot 100                          | 6              | [ 2 ]     |
| Billboard Hot Christian Adult Contemporary | 29             | [ 6 ]     |
| Billboard Pop 100                          | 6              | [ 7 ]     |
| Billboard Hot Digital Songs                | 2              | [ 3 ]     |
| Billboard Hot Digital Tracks               | 2              | [ 8 ]     |
| United World Chart                         | 21             | [ 2 ]     |